# Winser Bockwindmühle

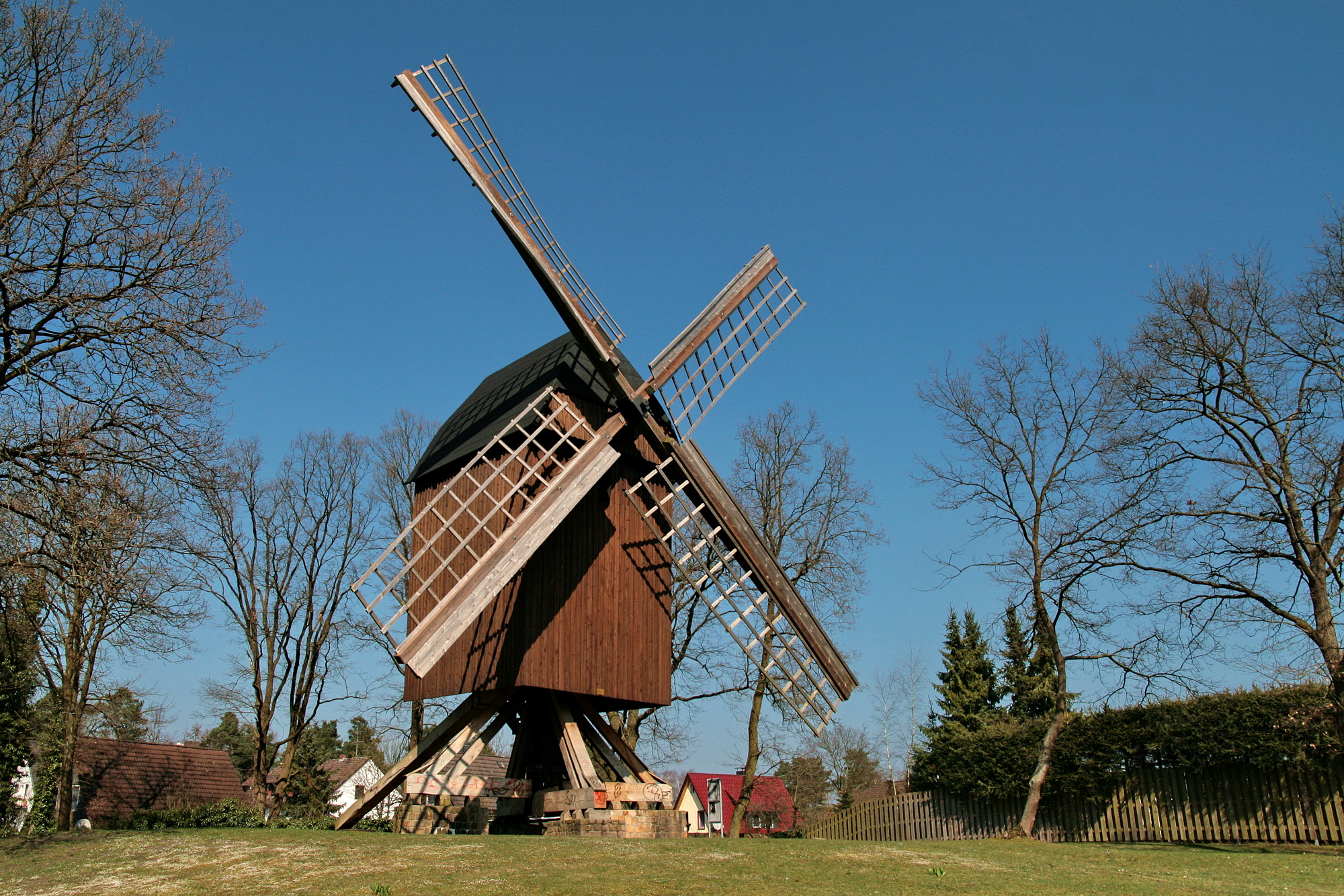
Bockwindmühle in Winsen (Aller)

Die Winser Bockwindmühle ist eine Mühlenanlage in der niedersächsischen Stadt Winsen (Aller). Die heutige Bockwindmühle wurde 1732 neu gebaut, während der früheste nachweisbare Winser Müller bereits 1589 verzeichnet wurde. Die Mühle wurde bis zu ihrer Stilllegung im Jahr 1929 betrieben; sie ging 1938 in den Besitz der Gemeinde über. Die Winser Mühle liegt an der Niedersächsischen Mühlenstraße.